# Jake Weary
Jake Weary, nato Jacob Weary (Trenton, 14 febbraio 1990), è un attore e musicista statunitense.

## Biografia
Weary è nato a Trenton, nel New Jersey. Sua madre è l'attrice Kim Zimmer e suo padre è l'attore e regista A. C. Weary.

### Carriera da attore
Weary ha iniziato la carriera da attore comparendo in una scena di Sentieri a fianco della madre. In seguito ha recitato in due episodi del franchise Law & Order: in Law & Order - Unità vittime speciali (2004) e in Law & Order: Criminal Intent (2005). Nel 2005 ha fatto parte del cast della soap opera Così gira il mondo, interpretando Luke Snyder.
Nel 2010 ha recitato nel film Altitude di Kaare Andrews. A partire dallo stesso anno ha interpretato il ruolo di Kevin Leebo nel franchise composto dai film per la televisione Fred: The Movie (2010), Fred 2: Night of the Living Fred (2011), Fred 3: Camp Fred (2012) e dalla serie televisiva Fred: The Show (2012), trasmessi da Nickelodeon.
Nel 2014 ha recitato nei film horror Zombeavers di Jordan Rubin e It Follows di David Robert Mitchell, oltre che in vari episodi delle serie televisive Chicago Fire e Pretty Little Liars.
Dal 2016 fa parte del cast principale della serie televisiva Animal Kingdom, interpretando Deran Cody.

### Carriera da musicista
Oltre a recitare, Weary produce, scrive e compone musica, sin dall'età di dodici anni. Ha pubblicato gran parte della sua musica sotto lo pseudonimo di Agendas: nel luglio del 2011 ha pubblicato un EP di debutto intitolato Agendas e nel giugno del 2012 ha pubblicato un secondo EP intitolato Tones.

## Filmografia

### Cinema
- The Assassination - Al centro del complotto (Assassination of a High School President), regia di Brett Simon (2008)
- Altitude, regia di Kaare Andrews (2010)
- Zombeavers, regia di Jordan Rubin (2014)
- It Follows, regia di David Robert Mitchell (2014)
- Message from the King, regia di Fabrice Du Welz (2016)
- Tomato Red, regia di Juanita Wilson (2016)
- Smartass, regia di Jena Serbu (2016)
- C'era una volta Steve McQueen (Finding Steve McQueen), regia di Mark Steven Johnson (2019)
- It - Capitolo due (It: Chapter Two), regia di Andrés Muschietti (2019)
- Bleeding Love, regia di Emma Westenberg (2023)
- Oh, Canada - I tradimenti (Oh, Canada), regia di Paul Schrader (2024)

### Televisione
- Sentieri (Guiding Light) - serial TV, puntata 14286 (2002)[2][3]
- Law & Order - Unità vittime speciali (Law & Order: Special Victims Unit) - serie TV, episodio 5x25 (2004)
- Listen Up! - serie TV, episodio 1x03 (2004)
- Così gira il mondo (As the World Turns) - serial TV, 58 puntate (2005)
- Testing Bob, regia di Rodman Flender - film TV (2005)
- Law & Order: Criminal Intent - serie TV, episodio 5x06 (2005)
- Three Rivers - serie TV, episodio 1x06 (2009)
- Fred: The Movie, regia di Clay Weiner - film TV (2010)
- Fred 2: Night of the Living Fred, regia di John Fortenberry - film TV (2011)
- Fred 3: Camp Fred, regia di Jonathan Judge - film TV (2012)
- Fred: The Show - serie TV, 17 episodi (2012)
- Escape from Polygamy, regia di Rachel Goldenberg - film TV (2013)
- Chicago Fire - serie TV, episodi 2x13-2x14-2x15 (2014)
- Stalker - serie TV, episodio 1x05 (2014)
- Pretty Little Liars - serie TV, 4 episodi (2014-2015)
- Threesome - serie TV, episodio 1x05 (2015)
- A Deadly Adoption, regia di Rachel Goldenberg - film TV (2015)
- Animal Kingdom – serie TV, 75 episodi (2016-2022)
- The Walking Dead: Dead City – serie TV, episodi 2x01-2x05 (2025)
- The Waterfront – serie TV (2025)

## Doppiatori italiani
Nelle versioni in italiano delle opere in cui ha recitato, Jake Weary è stato doppiato da:
- Davide Perino in It - Capitolo due , The Waterfront
- Raffaele Carpentieri in Animal Kingdom
- Flavio Aquilone in Oh, Canada - I tradimenti
- Emanuele Ruzza in The Walking Dead: Dead City